# Taça das Nações
A Taça das Nações, também conhecida por Torneio de Páscoa e Torneio de Montreux, é um dos mais antigos torneios de Hóquei em Patins no Mundo. 
É disputada atualmente de dois em dois anos, sempre na cidade de Montreux, na Suíça. 
É organizada pelo clube suíço Montreux HC. 
Era reconhecida pela FIRS e CIRH e é reconhecida pelo alto valor das seleções nacionais ou dos clubes participantes.

## História
Em 1921, o clube suíço Montreux HC organizou o Torneio de Páscoa. A única equipa convidada nesta ocasião foi o campeão em título da Alemanha, Stuttgart. As duas equipas defrontaram-se três vezes durante os três dias do torneio.
Em 1923, para a terceira edição do torneio, a seleção da Inglaterra foi convidada. Este é o início da presença de seleções nacionais no torneio.
Em 1924 e 1925, a participação de seleções nacionais permite que o Torneio de Páscoa se torne num Campeonato Europeu não oficial. Devido a este facto, o Torneio de Páscoa foi renomeado para Taça das Nações.
Entre 1927 e 1931, as três edições tornam-se Campeonatos Europeus oficiais (os primeiros da história).
Em 1935 a organização decidiu promover 2 Torneios com os mesmos 4 participantes: o 1º disputado numa poule todos contra todos (com a designação Torneio de Montreux) e um 2º disputado num sistema de meias-finais e final (com a designação Torneio de Páscoa).
Em 1939 e 1948, Montreux recebe os Campeonatos do Mundo e da Europa.
Desde 1949, o torneio retoma o nome de Taça das Nações.
A partir de 1995, a competição adoptou a sua frequência atual (a cada dois anos).
Em 2003, é criado o Troféu Marcel Monney ao vencedor de 3 edições consecutivas ou 5 edições não consecutivas.
Em 2007, a Espanha vence o desafio Marcel Monney após a sua terceira vitória nas três edições jogadas desde a criação do troféu.

## Histórico
| Edição | Ano  | Campeão            | Finalista       | Nome da competição  |
| ------ | ---- | ------------------ | --------------- | ------------------- |
| 1ª     | 1921 | Montreux HC        | Estugarda RC    | Torneio de Páscoa   |
| 2ª     | 1922 | Montreux HC        | Paris HC        | Torneio de Páscoa   |
| 3ª     | 1923 | Inglaterra         | Montreux HC     | Torneio de Páscoa   |
| 4ª     | 1924 | Inglaterra         | Suíça           | Taça das Nações     |
| 5ª     | 1925 | Inglaterra         | Suíça           | Taça das Nações     |
| 6ª     | 1926 | Stade Bordéus      | Montreux HC     | Torneio de Montreux |
| 7ª     | 1927 | Inglaterra         | França          | Campeonato Europeu  |
| 8ª     | 1929 | Inglaterra         | Itália          | Campeonato Europeu  |
| 9ª     | 1930 | Faversham          | Stade Bordéus   | Torneio de Montreux |
| 10ª    | 1931 | Inglaterra         | França          | Campeonato Europeu  |
| 11ª    | 1932 | Herne Bay          | Estugarda RC    | Taça das Nações     |
| 12ª    | 1933 | Estugarda RC       | Montreux HC     | Torneio de Montreux |
| 13ª    | 1934 | Montreux HC        | Estugarda RC    | Torneio de Montreux |
| 14ª    | 1935 | Itália (Juniores)  | Montreux HC     | Torneio de Montreux |
| 15ª    | 1935 | Montreux HC        | Lyon            | Torneio de Páscoa   |
| 16ª    | 1937 | Alemanha           | Itália Juniores | Taça das Nações     |
| 17ª    | 1938 | Herne Bay          | Itália Norte    | Taça das Nações     |
| 18ª    | 1939 | Inglaterra         | Itália          | Campeonato do Mundo |
| 19ª    | 1941 | Montreux HC        | Lyon HC         | Torneio de Páscoa   |
| 20ª    | 1946 | Monza HC           | Lisboa          | Taça das Nações     |
| 21ª    | 1947 | Lisboa             | Herne Bay       | Taça das Nações     |
| 22ª    | 1948 | Portugal           | Inglaterra      | Campeonato do Mundo |
| 23ª    | 1949 | Portugal           | RCD Español     | Taça das Nações     |
| 24ª    | 1950 | Inglaterra         | Portugal        | Taça das Nações     |
| 25ª    | 1951 | Bélgica            | Montreux HC     | Taça das Nações     |
| 26ª    | 1952 | Espanha            | Portugal        | Taça das Nações     |
| 27ª    | 1953 | RCD Español        | Portugal        | Taça das Nações     |
| 28ª    | 1954 | Portugal           | Montreux HC     | Taça das Nações     |
| 29ª    | 1955 | Portugal           | Espanha         | Taça das Nações     |
| 30ª    | 1956 | Portugal           | Espanha         | Taça das Nações     |
| 31ª    | 1957 | Espanha            | Portugal        | Taça das Nações     |
| 32ª    | 1958 | / Lourenço Marques | Espanha         | Taça das Nações     |
| 33ª    | 1959 | Espanha            | Portugal        | Taça das Nações     |
| 34ª    | 1960 | Espanha            | Portugal        | Taça das Nações     |
| 35ª    | 1961 | CP Voltregà        | SL Benfica      | Taça das Nações     |
| 36ª    | 1962 | SL Benfica         | Monza HC        | Taça das Nações     |
| 37ª    | 1963 | Portugal           | Espanha         | Taça das Nações     |
| 38ª    | 1964 | Espanha            | Montreux HC     | Taça das Nações     |
| 39ª    | 1965 | Portugal           | Espanha         | Taça das Nações     |
| 40ª    | 1967 | Espanha            | Montreux HC     | Taça das Nações     |
| 41ª    | 1968 | Portugal           | Espanha         | Taça das Nações     |
| 42ª    | 1970 | Portugal           | CP Voltregà     | Taça das Nações     |
| 43ª    | 1971 | Espanha            | Lisboa          | Taça das Nações     |
| 44ª    | 1973 | Portugal           | Espanha         | Taça das Nações     |
| 45ª    | 1975 | Espanha            | Portugal        | Taça das Nações     |
| 46ª    | 1976 | Espanha            | Portugal        | Taça das Nações     |
| 47ª    | 1978 | Espanha            | Portugal        | Taça das Nações     |
| 48ª    | 1980 | Espanha            | Argentina       | Taça das Nações     |
| 49ª    | 1982 | Itália             | Argentina       | Taça das Nações     |
| 50ª    | 1984 | Portugal           | Reus Deportiu   | Taça das Nações     |
| 51ª    | 1987 | Portugal           | Argentina       | Taça das Nações     |
| 52ª    | 1989 | Argentina          | Novara          | Taça das Nações     |
| 53ª    | 1991 | Espanha            | Portugal        | Taça das Nações     |
| 54ª    | 1993 | Argentina          | Roller Monza    | Taça das Nações     |
| 55ª    | 1994 | Portugal           | Itália          | Taça das Nações     |
| 56ª    | 1995 | FC Barcelona       | Portugal        | Taça das Nações     |
| 57ª    | 1997 | Portugal           | Espanha         | Taça das Nações     |
| 58ª    | 1999 | Espanha            | Portugal        | Taça das Nações     |
| 59ª    | 2001 | Espanha            | Portugal        | Taça das Nações     |
| 60ª    | 2003 | Espanha            | Portugal        | Taça das Nações     |
| 61ª    | 2005 | Espanha            | Portugal        | Taça das Nações     |
| 62ª    | 2007 | Espanha            | Portugal        | Taça das Nações     |
| 63ª    | 2009 | Portugal           | Espanha         | Taça das Nações     |
| 64ª    | 2011 | Portugal           | Espanha         | Taça das Nações     |
| 65ª    | 2013 | Portugal           | Espanha         | Taça das Nações     |
| 66ª    | 2015 | Portugal           | Espanha         | Taça das Nações     |
| 67ª    | 2017 | Argentina          | Portugal        | Taça das Nações     |
| 68ª    | 2019 | Portugal           | Argentina       | Taça das Nações     |
| 69ª    | 2024 | Argentina          | Portugal        | Taça das Nações     |

## Palmarés por equipa
| Equipa      | Nº |
| ----------- | -- |
| Portugal    | 19 |
| Espanha     | 17 |
| Inglaterra  | 8  |
| Montreux HC | 5  |
| Argentina   | 4  |
| Alemanha    | 1  |

| Equipa         | Nº |
| -------------- | -- |
| Herne Bay      | 2  |
| Itália         | 2  |
| FC Barcelona   | 1  |
| SL Benfica     | 1  |
| Stade Bordeaux | 1  |
| Faversham      | 1  |

| Equipa           | Nº |
| ---------------- | -- |
| Lisboa           | 1  |
| Lourenço Marques | 1  |
| Monza HC         | 1  |
| Stuttgart        | 1  |
| Voltrega         | 1  |
| Bélgica          | 1  |
| RCD Español      | 1  |

## Palmarés do Troféu Marcel Monney
Desde 2003 é atribuído o Troféu Marcel Monney ao vencedor de 3 edições consecutivas ou 5 edições não consecutivas.
| Equipa   | Ano de entrega |
| -------- | -------------- |
| Espanha  | 2007           |
| Portugal | 2013           |

### Sítios Suíços
- «Mountreux Hockey»
- «Federação Suíça de Patinagem»